# IR-Klasse WDG-4
Die WDG-4, Herstellerbezeichnung EMD GT46MAC und EMD GT46ACe für die aufgerüstete Version, ist eine Diesellokomotive der Indian Railways mit elektrischer Kraftübertragung in Drehstromtechnik. General Motors Electro-Motive Division (GM EMD) fertigte die Baureihe 1997 in zwei Losen, ab 2002 wurde sie auch von den Diesel Locomotive Works (DLW) in Indien in Lizenz gebaut. Die Baureihen-Bezeichnung setzt sich aus W für wide ‚Breitspur‘, D für Diesel, G für goods ‚Güter‘ für Güterzuglokomotive und der 4 hinter dem Bindestrich, die für eine Lokomotive mit einer Leistung zwischen 4000 und 5000 PS steht, zusammen.

## Geschichte
Die ersten 13 Lokomotiven der Baureihe WDG-4 mit den Nummern 12001 bis 120013 wurden importiert, weitere acht Lokomotiven mit den Nummern 12014 bis 12021 wurden aus Bausätzen von GM EMD in den DLW in Varanasi montiert, wobei die erste vollständig in Indien gefertigte Lokomotive die Nummer 12022 trägt.
Am Anfang wurden die WDG-4 dem Betriebswerk Hubballi in Karnataka zugeteilt, wo sie vor schweren Eisenerzzügen von Ballari und Hosapete nach dem Hafen von Vasco da Gama eingesetzt wurden. Sie können auf einer 6,6 ‰-Steigung einen Zug mit 58 vierachsigen offenen Güterwagen des Typs BOXN anfahren und in der Ebene auf 85 km/h beschleunigen. Es können bis zu vier Lokomotiven in Mehrfachtraktion verkehren, die Vielfachsteuerung arbeitet über ein 27-poliges Kabel.

## Technik
Die WDG-4 entsprechen im Aufbau den von GE EMD für den nordamerikanischen Markt gebauten Standard-Diesellokomotiven. Sie sind mit einem 16-Zylinder-Zweitakt-Dieselmotor der EMD-Baureihe 710 ausgerüstet, der bei den älteren Lokomotiven eine Leistung von 4000 PS abgeben konnte.
Ab Sommer 2007 wurden die WDG-4 in einer aufgerüsteten Version hergestellt, wobei die Leistung des Dieselmotors auf 4500 PS erhöht wurde und die Stromrichter von GTO-Thyristoren-Technologie auf IGBT-Technologie umgestellt wurden. Die Ausführung wird von GE EMD als EMD GT46ACe bezeichnet, erhielt aber bei Indian Railways keine neue Baureihen-Bezeichnung. Ungefähr ab Lokomotive Nr. 12114 wurde die neue Version hergestellt.

### Mechanik
Die Lokomotive ist auf einem steifen Rahmen aufgebaut. Er stützt sich über vier Gummifedern auf die beiden dreiachsigen Drehgestelle ab, deren Rahmen aus hochfestem Stahl gegossen ist. GM EMD verwendete die Bezeichnung HTSC, die nach Angaben des Herstellers die Bedeutung high traction/speed-three axle ‚hohe Zugkraft/Geschwindigkeit–drei Achsen‘ hat. Die Anzahl der Achsen wird wie in der Achsfolgebezeichnungen mit dem Buchstaben C ausgedrückt. In Dokumenten von Indian Railways wird die Bedeutung von HTSC meist mit High Tensile Steel Cast ‚hochfester Stahlguss‘ angegeben. Die Längskräfte werden vom Drehgestell zum Lokomotivkasten über eine Hülse übertragen, die mit zwei Lenkern seitlich beweglich mit dem Drehgestellrahmen verbunden ist und einen Königszapfen am Lokomotivkasten umgreift.

### Antriebsstrang
Der Dieselmotor gibt seine Kraft an den direkt an die Kurbelwelle angeflanschten Hauptgenerator ab. Der Generator EMD TA 17 besteht aus dem Anker mit der Erregerwicklung, die in den zwei getrennten Statorwicklungssystemen Dreiphasenwechselstrom erzeugt. Jedes Wicklungssystem liefert die Energie an eine am Generator angebauten Gleichrichterbrücke. Die beiden Brücken sind in Serie geschaltet. Je nach Drehzahl und Erregung gibt der Generator zwischen 600 und 2600 V Gleichstrom ab. Der Gleichstrom wird von Stromrichtern in Dreiphasenwechselstrom variabler Frequenz umgewandelt und den Drehstrom-Asynchron-Fahrmotoren zugeführt, die als Tatzlagerantrieb die Achsen antreiben. Die Stromrichter wurden von Siemens entwickelt, die Leistungshalbleiter werden durch Wärmerohre gekühlt. Eine Sibas 16-Mikroprozessorsteuerung von Siemens steuert den Antriebsstrang, für die Schlupfregelung kommt ein auf den Boden gerichtetes Radar-System zum Einsatz.
Viele Lokomotiven sind mit dem Auto-Emergency Brakes (AEB) ausgerüstet – ein System, das bei Gefällefahrten automatisch eine Notbremse auslöst, wenn der Zug eine vorprogrammierte Geschwindigkeit überschreitet. Das System wird durch einen Schlüssel aktiviert und kommt beispielsweise auf der Steilstrecke bei den Braganza Ghats an der Grenze zwischen den Bundesstaaten Goa und Karnataka zum Einsatz.